# Ask Me Tomorrow
Ask Me Tomorrow è il primo album in studio del gruppo musicale britannico Mojave 3, pubblicato nel 1995.

## Tracce
Testi e musiche di Neil Halstead.
1. Love Songs on the Radio – 5:48
2. Sarah – 3:44
3. Tomorrow's Taken – 5:37
4. Candle Song 3 – 5:26
5. You're Beautiful – 3:06
6. Where Is the Love – 4:37
7. After All – 3:33
8. Pictures – 4:21
9. Mercy – 4:55

## Formazione
- Neil Halstead – voce, chitarra
- Rachel Goswell – voce
- Ian McCutcheon – batteria, percussioni
- Christopher Andrews – piano
- Simon Rowe – chitarra (tracce 7, 9)
- Audrey Riley – violoncello (tracce 3, 5, 7)